# Katja Medbøe

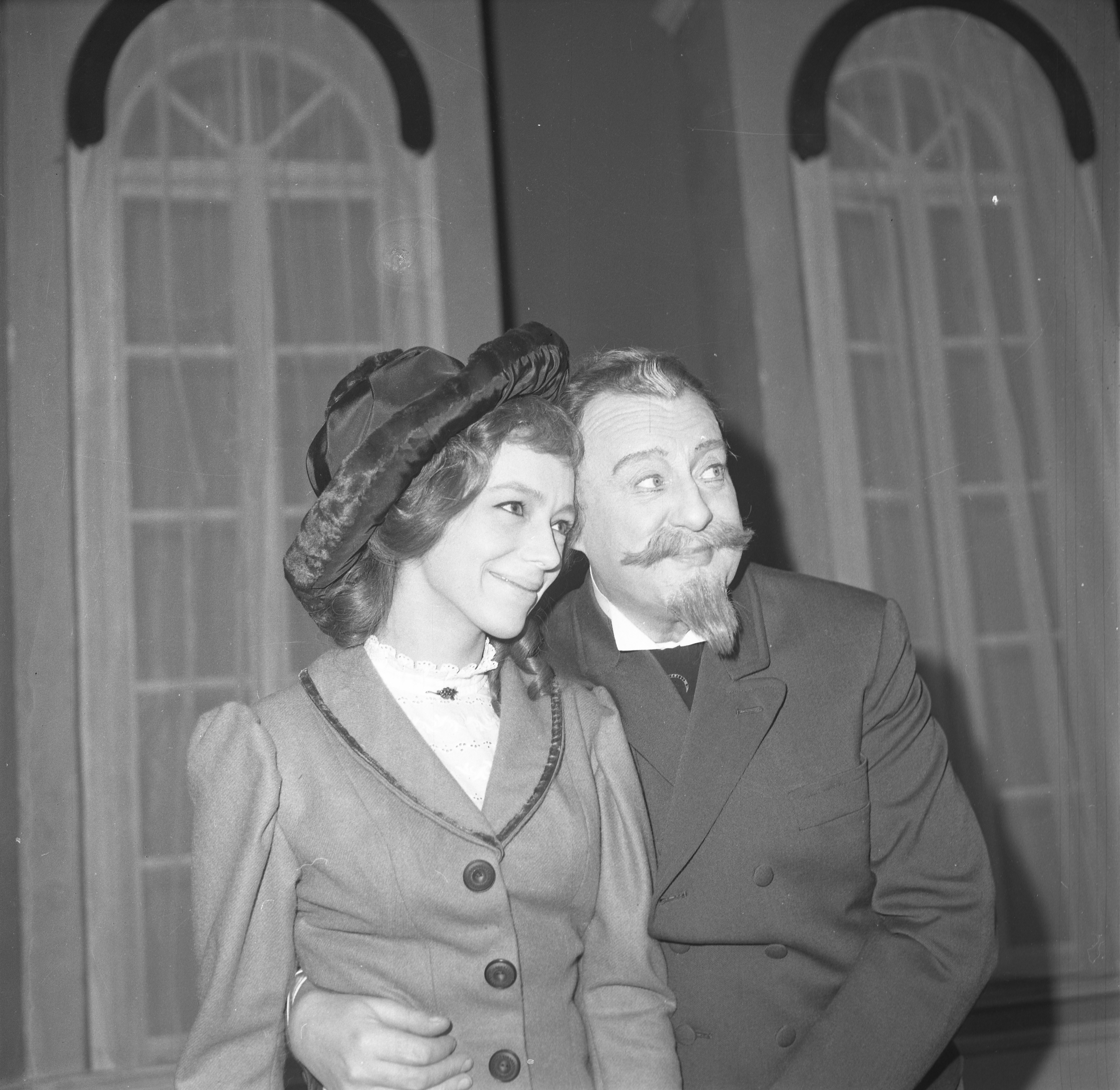
Katja Medbøe och Svend Soot von Düring i Anton Tjechovs Körsbärsträdgården, 1968.

Katja Medbøe, född 3 februari 1945, död 1996, var en norsk skådespelare och manusförfattare.
Medbøe scendebuterade på Den Nationale Scene i Bergen 1968. Hon engagerades vid Nationaltheatret 1969 där hon var engagerad vid den fasta ensemblen fram till sin död. Hon hittades död i Nordmarka 3 maj 1997 efter att ha varit försvunnen sedan 12 november 1996.
Hon var dotter till Odd Medbøe och syster till skådespelaren Wenche Medbøe.

## Filmografi (urval)
Roller
- 1996 - Hustrur III
- 1986 - Nattseilere
- 1985 - Hustruer – ti år etter
- 1975 - Hustrur
- 1971 - Våldtäkt

Manus
- 1996 - Hustrur III